# Аптека Идельсона
Аптека Идельсона — достопримечательность в городе Таганроге Ростовской области, которая располагается в переулке Красном, 23. Современное название — аптека № 53.Согласно Решению № 301 от 18 ноября 1992 года дом, в котором находилась аптека Идельсона, признан объектом культурного наследия регионального значения.

## История
Вначале Рувим Вениаминович (Роберт Борисович) Идельсон для расположения своей аптеки арендовал помещение на современной улице Чехова. Затем для развития собственного дела он купил двухэтажный дом, на первом этаже которого разместилась та же аптека в 1884 году. Со временем аптека Идельсона стала лучшей в городе Таганроге. До нашего времени сохранилось изображение этикетки из аптеки Идельсона.
Национализация аптеки состоялась 20 июня 1920 года. В аптекарском помещении стало работать 9 человек, на должность главного провизора был назначен И. Б. Нанкин. Учреждение стало называться аптекой № 53 и продолжило свою работу. С конца 1980-х годов входит в состав ГПП «Фармация».

## Семья аптекаря
- Сын — Владимир Робертович Идельсон (1881—1950 умер в Англии), русский правовед, автор монографий «Страховое право» (1907) и «Кредит, банки и биржа: Лекции, читанные студентам экономического отделения С.—Петербургского политехнического института Императора Петра Великого в 1913—14 г.» (1914).
- Дочь — Роза Робертовна Идельсон, публиковала пьесы в периодических изданиях Таганрога, жена хирурга и Героя Труда В. В. Зака[7].
- Дети его двоюродной сестры — литераторы Е. Я. Тараховская, С. Я. Парнок и В. Я. Парнах[нет в источнике].

## Описание
Элементы, которые были созданы для декорирования фасада, располагались без определенной симметрии. Это были барельефы, стрельчатые окна, тонкие колонки. Внешний облик дома был выполнен в стиле, похожим на готический.